# Miao (India)
Miao es una localidad de la India en el distrito de Changlang, estado de Arunachal Pradesh.

## Geografía
Se encuentra a una altitud de 324 m s. n. m. a 377 km de la capital estatal, Itanagar, en la zona horaria UTC +5:30.

## Demografía
Según estimación 2010 contaba con una población de 5 328 habitantes.